# Calymperes graeffeanum
Calymperes graeffeanum är en bladmossart som beskrevs av C. Müller 1874. Calymperes graeffeanum ingår i släktet Calymperes och familjen Calymperaceae. Inga underarter finns listade i Catalogue of Life.